# Easy Payments (film 1913)
Easy Payments è un cortometraggio muto del 1913. Il nome del regista non viene riportato nei credit.

## Trama
Julia James lascia la provincia per tentare di farsi strada nella grande città. Lo stesso fa Dabney Briggs, suo compaesano, che trova una sistemazione nella stessa pensione dove si è trasferita anche Julia. La ragazza, però, incontra dei grossi problemi a trovare un lavoro a causa del proprio aspetto provinciale. Così acquista a rate dei vestiti nuovi che le permettono di farsi assumere. Dabney, che lavora presso una ditta di riscossione debiti, è incaricato di recuperare il denaro di Julia, ma torna indietro a mani vuote. Quando la signora Briggs, la madre di Dabney, giunge in città, offre al figlio una nuova sistemazione molto vantaggiosa per lui: Dabney accetta e ritorna a casa insieme a Julia, deciso a iniziare una vita insieme alla ragazza.

## Produzione
Il film fu prodotto dalla Essanay Film Manufacturing Company.

## Distribuzione
Distribuito dalla General Film Company, il film - un cortometraggio di una bobina - uscì nelle sale cinematografiche USA il 25 giugno 1913. Viene citato in Moving Picture World del 21 giugno 1913.